# Сорока (Винницкая область)
Сорока (укр. Сорока) — село на Украине, находится в Ильинецком районе Винницкой области.
Код КОАТУУ — 0521282006. Население по переписи 2001 года составляет 776 человек. Почтовый индекс — 22731. Телефонный код — 4543.
Занимает площадь 1,813 км².

## Адрес местного совета
22731, Винницкая область, Иллинецкий р-н, с.Жаданы, ул.Первомайская, 81